# Martin Dúbravka
Martin Dúbravka (født 15. januar 1989) er en slovakisk professionel fodboldspiller, som spiller som målmand for Premier League-klubben Burnley og Slovakiets landshold.

## Klubkarriere

### Žilina
Dúbravka begyndte sin karriere med sin lokale klub MŠK Žilina, hvor han gjorde sin professionelle debut i maj 2009. Fra januar 2010 blev han holdets førstevalgsmålmand.

### Esbjerg
Dúbravka skiftede i januar 2014 til danske Esbjerg fB, hvor han ville være førstemålmand i to år, indtil han blev sat på bænken, efter Jeppe Højbjerg kom igennem akademiet og overtog førsteholdspladsen i mål omkring nytåret 2016. Efter et halvt år som reservemålmand blev Dúbravka solgt.

### Slovan Liberec
Dúbravka vendte tilbage til hjemlandet, da han i juli 2016 skiftede til Slovan Liberec.

### Sparta Prag
Efter en enkelt sæson i Slovan Liberec, skiftede Dúbravka til Sparta Prag i juni 2017. Han var dog reservemålmand i sin tid hos klubben.

### Newcastle United
Dúbravka skiftede i januar 2018 til Newcastle United på en lejeaftale med en mulighed for at gøre aftalen permanent. Han imponerede stort efter skiftet, og spillede en vigtig rolle i at Newcastle undgik nedrykning i sæsonen. I juni 2018 blev det annonceret at Newcastle tog muligheden for gøre aftalen permanent, og Dúbravka skiftet til klubben på en fast aftale.
Dúbravka forsatte det god spil i Newcastle, hvor han imponerede over de to næste sæsoner. Hans bedste sæson kom i 2019-20, hvor at han blev kåret som årets spiller i klubben.

#### Leje til Manchester United
Dúbravka skiftede i september 2022 til Manchester United på en sæsonlang lejeaftale, men en mulighed for at gøre aftalen permanent efter sæsonen. Efter kun at have spillet to kampe for Manchester United, begge i Carabao Cup, blev lejeaftalen afbrudt i januar 2023, og han vendte tilbage Newcastle.

### Burnley
Dúbravka skiftede i august 2025 til Burnley på en permanent aftale.

## Privat
Som barn var Dúbravka en dygtig ishockey målmand, og han har selv sagt i interview, at hvis det ikke havde været for en skade til hans ene ben, så ville han været blevet ishockeyspiller i stedet for fodboldspiller.

## Landsholdskarriere

### Ungdomslandshold
Dúbravka har repræsenteret Slovakiet på flere ungdomsniveauer.

### Seniorlandsholdet
Dúbravka debuterede for Slovakiets landshold den 23. maj 2014.